# Les Revenants (série télévisée)
Pour les articles homonymes, voir Les Revenants.
Les Revenants est une série télévisée française en seize épisodes de 52 minutes créée par Fabrice Gobert et diffusée entre le 26 novembre 2012 et le 19 octobre 2015 sur Canal+, en Belgique et au Luxembourg sur BeTV ; elle est diffusée au Royaume-Uni sur Channel 4 depuis le 9 juin 2013 et depuis le 18 avril 2014 en Suisse sur RTS Un. C'est une adaptation du film homonyme de Robin Campillo sorti en 2004.
Aux États-Unis, la série a été diffusée à partir du 31 octobre 2013 sur Sundance Channel et aussi disponible sur Netflix. Au Canada francophone, la série est disponible sur TOU.TV et elle est diffusée depuis le 4 janvier 2014 sur ARTV. Pour le Canada anglophone, elle est diffusée en version originale sous-titrée depuis le 19 avril 2014 sur Space.

## Synopsis
La série se passe dans une petite ville française de montagne dominée par un lac artificiel, retenu par un immense barrage. Plusieurs personnes mortes depuis des années reviennent à la vie au même moment : Camille, une jeune adolescente qui a succombé dans un accident de car en 2008 ; Simon, un jeune homme qui s'est suicidé en 2002 ; Victor, un petit garçon qui a été assassiné par des cambrioleurs en 1977 ; ou encore Serge, un tueur en série assassiné par son frère en 2005. Ils tentent de reprendre le cours de leur vie alors que d'étranges phénomènes apparaissent : coupures d'électricité, baisse du niveau d'eau du barrage, escarres sur le corps des vivants et des morts…

## Fiche technique
- Créateur et scénariste : Fabrice Gobert
- Coscénaristes : Emmanuel Carrère, Fabien Adda, Céline Sciamma, Nicolas Peufaillit, Catherine Hoffmann.
- Producteur : Caroline Benjo, Jimmy Desmarais, Haut et Court, Canal+
- Réalisateur : Première Saison : Fabrice Gobert (épisodes 1 à 4 et 8) et Frédéric Mermoud (épisodes 5 à 8); Deuxième Saison : Fabrice Gobert et Frédéric Goupil
- Compositeur : Mogwai
- Pays d'origine :  France
- Langue originale : français
- Budget de production : 11 000 000 euros[6]
- Genre : drame
- Durée : 52 minutes
- Classification française : interdit aux moins de 12 ans

## Distribution
Les Revenants
- Swann Nambotin : « Victor » - Louis Lewanski, enfant d'environ 8 ans, mort il y a 35 ans
- Yara Pilartz : Camille Séguret, adolescente de 15 ans décédée dans un accident de bus il y a 4 ans
- Guillaume Gouix : Serge, frère de Toni, tueur en série mort il y a 7 ans, qui a recommencé depuis son retour
- Pierre Perrier : Simon Delaitre, jeune de 23 ans, mort le jour de son mariage avec Adèle Werther il y a 10 ans
- Laetitia de Fombelle : Viviane Costa, 45 ans, femme de Michel Costa, morte il y a 34 ans
- Ana Girardot : Lucy Clarsen, serveuse du Lake Pub, arrivée en ville il y a un an
- Armande Boulanger : Audrey Sabatini, fille de Sandrine et Yan et camarade de Camille, morte dans l'accident de bus il y a 4 ans (saison 2)
- Thomas Doret : Esteban Koretzky, fils de Joseph et Anna, décédé dans l'accident de bus il y a 4 ans (saison 2)
- Ernst Umhauer : Virgil, adolescent assassiné il y a 35 ans (saison 2)
- Jacopo Menicagli : Père de Simon, mort il y a 35 ans (saison 2)
- Béatrice de La Boulaye : Mère de Simon, morte il y a 35 ans (saison 2)
- Aurélien Recoing : Etienne Berg, père de Berg, architecte de l'ancien barrage, s'est suicidé il y a 35 ans (saison 2)
- Vladimir Consigny : Morgane, petit ami de Lucy Clarsen, mort il y a 35 ans (saison 2)

Les Séguret et leurs proches
- Jenna Thiam : Léna Séguret, sœur jumelle de Camille Séguret, aujourd'hui âgée de 19 ans
- Anne Consigny : Claire Séguret, mère de Camille et de Léna Séguret
- Frédéric Pierrot : Jérome Séguret, père de Camille et Léna, aujourd'hui séparé de sa femme Claire
- Alma Arnal : Camille et Léna Séguret enfants (saison 1)
- Jean-François Sivadier : Pierre Tissier, gérant de la Main Tendue, entretient une relation avec Claire Séguret
- Matila Malliarakis : Frédéric, petit ami de Léna Séguret
- Vincent Trouilleux : Lucho, un ami de Léna et Frédéric
- Constance Dollé : Sandrine Sabatini, mère d'une des filles mortes dans l'accident de bus, bénévole à la Main Tendue
- Franck Adrien : Yan Sabatini, époux de Sandrine
- Anne Baudoux : Anna Koretzky, mère d'Esteban (saison 1)
- Jean-Emmanuel Pagni : Joseph Koretzky, père d'Esteban (saison 1)
- Alain Blazquez : Xavier, bénévole à la Main Tendue (saison 1)

Adèle Werther et ses proches
- Clotilde Hesme : Adèle Werther, anciennement fiancée à Simon avant la mort de ce dernier, aujourd'hui fiancée à Thomas
- Brune Martin : Chloé Delaitre, 9 ans, fille d'Adèle Werther et de Simon Delaitre
- Samir Guesmi : Thomas, capitaine de gendarmerie, fiancé d'Adèle Werther (saison 1)
- Jérôme Kircher : Père Jean-François, prêtre de la ville

Julie Meyer et ses proches
- Céline Sallette : Julie Meyer, infirmière sans famille qui héberge « Victor »
- Alix Poisson : Laure, lieutenant de gendarmerie, ancienne compagne de Julie Meyer (saison 1)
- Carole Franck : Mlle Payet, voisine de Julie Meyer (saison 1)
- Claude Lévèque : Michel Costa, instituteur à la retraite, veuf de Viviane Costa, se fait soigner par Julie Meyer
- Fabrice Abraham : Michel Costa jeune (saison 2)
- Pauline Parigot : Ophélie, infirmière à l'hôpital (saison 2)

Toni et ses proches
- Grégory Gadebois : Toni, frère de Serge, gérant du Lake Pub
- Monique Roussel : mère de Serge et Toni, morte il y a 3 ans
- Michaël Abiteboul : Milan, fondateur et gourou du Cercle, et père de Serge et Toni, mort il y a 35 ans (saison 2)
- Mélodie Richard : Esther, jeune femme assassinée par Serge il y a 7 ans (saison 2)
- Antonin Herpe : Serge, 8 ans (saison 2)
- Loris Schaub : Toni, 10 ans (saison 2)

Les Lewanski et leurs proches
- Alice Butaud : Mme Lewansky, mère de "Victor" et Paul
- Henri-Edouard Osinski : M. Lewansky, père de "Victor" et Paul (saison 2)
- Olivier Augrond : M. Lewansky jeune (saison 2)
- Martin De Myttenaere : Paul, le frère de "Victor" et Paul
- Fabrice Talon : Vaneck, membre du Cercle, assassin de "Victor"
- Laurent Lucas : Berg : Ingénieur ayant grandi dans la vallée, venant vérifier le barrage (saison 2)

Autres personnages secondaires
- Simon Ehrlacher : Mickael, un gendarme (saison 1)
- Guillaume Marquet : Alcide, gendarme chargé de la protection de Lucy Clairsène
- Alexandre Charlet : un Revenant de la forêt (Horde)
- Pierre Rochefort : Un médecin de la ville
- Nicolas Wanczycki : Lieutenant Janvier (saison 2)
- Laurent Capelluto : Le nouveau capitaine de gendarmerie (saison 2)
- Clémentine Verdier : Militaire (saison 2)

## Production
Développement et écriture
Caroline Benjo et Haut et Court avaient produit en 2004 un long-métrage appelé Les Revenants, réalisé par Robin Campillo, qui traitait du retour des morts dans une ville française et de la volonté de les réintégrer dans notre société. Lorsque le studio a eu envie de se tourner vers le petit écran, le producteur Jimmy Desmarais a proposé d'en faire une série télévisée, projet qui a très rapidement intéressé Canal+.
Les producteurs ont d'abord recherché plusieurs auteurs pour travailler sur la série, mais les différents résultats ne les ont pas convaincus, si bien qu'ils ont envisagé à un moment de rechercher un scénariste anglais. À ce stade, plusieurs éléments qu'on retrouvera dans la série de Fabrice Gobert étaient déjà abordés, comme la famille Séguret et leurs jumelles Camille et Léna. D'autres éléments ont été abandonnés : en effet, la série devait à un moment être un film catastrophe, où les morts revenaient en masse et à l'échelle mondiale.
C'est en visionnant le film Simon Werner a disparu de Fabrice Gobert en 2010 que les producteurs ont décidé de proposer au jeune réalisateur de travailler sur le projet en tant que créateur, scénariste et réalisateur. Celui-ci va proposer une approche intimiste, avec peu de personnages revenant à la vie.
La scène du retour de Camille dans sa famille dans le premier épisode a été assez difficile à écrire, Fabrice Gobert ayant dans un premier temps tendance à clore la scène par une ellipse une fois Camille et sa mère face à face. C'est en creusant cette scène avec l'écrivain Emmanuel Carrère que les scénaristes vont décider que la séquence sera racontée en temps réel, sans ellipse ; c'est aussi en écrivant cette scène qu'ils vont avoir l'idée que les Revenants ne savent pas, au moment de leur retour, qu'ils sont morts. L'idée qui en a débouché est que les vivants en deuil ressemblent plus à des morts que les Revenants, qui tentent de reprendre leur vie en main.
Tournage
Fabrice Gobert voulait que le décor soit à la fois typique d'une petite ville française, mais pouvant également évoquer l'imaginaire fantastique. Les films de zombies se déroulant surtout dans des univers américains, Fabrice Gobert a décidé de mêler des décors typiquement français (le HLM où vit Julie, la gendarmerie...) et des décors évoquant les États-Unis (le diner par exemple).
La série est tournée en Haute-Savoie dans le bassin annécien, essentiellement dans la ville de Seynod et entre autres quelques scènes tournées à Annecy, Poisy, Cran-Gevrier, Sévrier, Annecy-le-Vieux, Veyrier-du-Lac, Menthon-Saint-Bernard, Sillingy, Montmin, Épagny et dans le massif du Semnoz. L'Espace Rencontre et le Collège des Barattes, tous deux à Annecy-le-Vieux, y sont visibles.
Le barrage est celui de Tignes en Savoie et Bourg-Saint-Maurice. Le bar de Toni devait à l'origine s'appeler la Licorne. Mais lorsque Fabrice Gobert a décidé de le tourner dans un bar appelé le Lake Pub, il a conservé le nom du vrai bar dans la série. Le barrage détruit est le barrage de Malpasset qui s'est rompu le 2 décembre 1959 sur les hauteurs de Fréjus dans le Var.
La première saison de la série a été tournée en avril et août 2012, pour une diffusion grand public (Canal +) à partir du mois de novembre 2012.
Musique
C'est le groupe écossais Mogwai qui a composé la bande originale de la série. Un EP de 4 titres intitulé Les Revenants est sorti en 2012, avant un album complet en 2013 (14 titres).
Un article du magazine Télérama revient en détail sur cette collaboration :

« Le réalisateur Fabrice Gobert a naturellement pensé à ce groupe, sans complexe, de même qu'il avait demandé à Sonic Youth de composer la bande-son de son premier film Simon Werner a disparu.... Pourquoi se priver de viser haut ? « Il nous a envoyé le scénario des deux premiers épisodes, ainsi que des visuels, raconte Stuart Braithwaite, tête chercheuse de Mogwai de passage (éclair) à Paris. On lui a fait écouter quelques démos, il nous a indiqué celles qu'il préférait pour nous donner une direction. Ce qu'il aime, dans notre musique, c'est la tension, l'atmosphère à la fois pesante et éthérée. Sa dimension crépusculaire. Il nous avait parlé de Twin Peaks, Shining ou Dead Man. Nous avions ces références en tête en composant. » »

Inspirations
La série est l'adaptation du film du même nom de Robin Campillo sorti en 2004 : Les Revenants. L'une des influences majeures de cette série est le film suédois Morse de Tomas Alfredson, qui raconte une histoire de vampires dans une banlieue suédoise, pour son côté irruption du fantastique dans un monde très réaliste.
Le travail du photographe américain Gregory Crewdson, qui arrive à créer des ambiances fantastiques sur des banlieues ordinaires, a également beaucoup inspiré le travail visuel de la série. Twin Peaks de David Lynch, a également influencé la série de Fabrice Gobert.

## Épisodes

### Première saison (2012)
La première saison, qui comprend huit épisodes, a été diffusée du 26 novembre au 17 décembre 2012 sur Canal+.
1. Camille
2. Simon
3. Julie
4. Victor
5. Serge et Toni
6. Lucy
7. Adèle
8. La Horde

### Deuxième saison (2015)
Le tournage a commencé début octobre 2014. Elle est diffusée du 28 septembre au 19 octobre 2015 sur Canal+.
1. L'Enfant
2. Milan
3. Morgane
4. Virgil
5. Madame Costa
6. Esther
7. Étienne
8. Les Revenants

## Réception
Audiences françaises
- La série a effectué un excellent démarrage et a attiré 1,4 million d'abonnés de Canal+. C'est la deuxième meilleure performance pour un lancement de série sur cette chaîne[13].
- L'audience baisse légèrement pour les 4 derniers épisodes, soit 1,3 million d'abonnés de Canal+ [14].
- En définitive, la diffusion de la première saison de la série est un succès. Les 8 épisodes ont été suivis par une moyenne de 1 445 000 téléspectateurs, pour une part d'audience de 23.3 % sur les abonnés de Canal+. Elle est, fin 2012, la création originale la plus suivie de l'histoire de la chaîne[15].
- La seconde saison, diffusée en 2015, a bénéficié d'une audience bien plus faible, avec 400 000 abonnés Canal+[16].

Réception critique
La série a reçu un excellent accueil critique. Le genre du fantastique se trouve renouvelé par un scénario à la facture sobre où des revenants sortis de nulle part tentent de reprendre leur vie là où ils l'ont laissée. Une mise en scène épurée, loin du cinéma et des séries classiques de morts-vivants, parvient à établir un climat angoissant rappelant la série Twin Peaks de David Lynch. Elle obtient 92/100 sur le site Metacritic et devient à ce jour la première série française à être dans les premières places du classement du site.
À l'international, la série reçoit un très bon accueil notamment de la part du New York Times qui l'inclut en décembre 2019, à la 23e position, dans sa liste des trente meilleures séries étrangères des années 2010 (avec deux autres séries françaises : Le Bureau des légendes, troisième, et le diptyque 3 x Manon—Manon 20 ans, 26e),.
Diffusions internationales
| Pays / région                    | Depuis            | Titre                 | Chaîne                          |
| -------------------------------- | ----------------- | --------------------- | ------------------------------- |
| France                           | 26 novembre 2012  | Les Revenants         | Canal+                          |
| Belgique ( Communauté française) | 26 novembre 2012  | Les Revenants         | BeTV                            |
| Suède                            | 20 décembre 2012  | Gengångare            | SVT Play (VOD)                  |
| Pays-Bas                         | janvier 2013      | Rebound               | Just Bridge                     |
| Royaume-Uni                      | 9 juin 2013       | The Returned          | Channel 4                       |
| Israël                           | 26 juin 2013      | קמים לתחייה           | HOT (VOD)                       |
| Turquie                          | 2 octobre 2013    | Rebound               | SinemaTV                        |
| États-Unis                       | 31 octobre 2013   | The Returned          | Sundance Channel                |
| Hongrie                          | 1er novembre 2013 | Visszajárók           | Viasat                          |
| Allemagne                        | 18 novembre 2013  | The Returned          | Watchever                       |
| Brésil                           | 18 novembre 2013  | Les Revenants         | HBO Max                         |
| Hong Kong                        | 9 décembre 2013   | 魂归故里              | Now TV                          |
| Taïwan                           | 30 décembre 2013  |                       | Public Television Service (PTS) |
| Canada (en français)             | 4 janvier 2014    | Les Revenants         | ICI ARTV                        |
| Finlande                         | 10 janvier 2014   | Kuolleista palanneet  | YLE                             |
| Israël                           | 20 janvier 2014   | קמים לתחייה           | HOT 3                           |
| Australie                        | 11 février 2014   | The Returned          | SBS2                            |
| Islande                          | 16 février 2014   | Afturgöngurnar        | RÚV                             |
| Norvège                          | 20 mars 2014      | Gjengangerne          | NRK                             |
| Suisse                           | 18 avril 2014     | Les Revenants         | RTS Un                          |
| Canada (en anglais)              | 19 avril 2014     | The Returned          | Space                           |
| Belgique ( Communauté flamande)  | 11 juillet 2014   | Les Revenants         | Canvas                          |
| Italie                           | 15 octobre 2014   | Les Revenants         | Sky Atlantic                    |
| Grèce                            | 2 décembre 2014   | Αυτοί που επιστρέφουν | Alpha TV                        |
| Croatie                          | 23 janvier 2015   | Duhovi                | HRT 2                           |
| Russie                           | 20 juillet 2015   | На зов скорби         | Первый канал (Pierviy Kanal)    |

La liste ci-dessus est non exhaustive. Selon le site toutelatele.com, les droits de diffusion de la série auraient été vendus à une vingtaine de pays. Les droits auraient entre autres été acquis par les chaînes de télévision Just Bridge (Pays-Bas), Rialto (Nouvelle-Zélande), Ruv (Islande), True Vision Group (Thaïlande) AXN Network (Corée du Sud) et Now TV (Hong Kong). [citation nécessaire]. Pour ce dernier, il s'agit de la première acquisition francophone télévisuelle. [citation nécessaire].

## Distinctions
Récompenses
- Globe de cristal 2013 : meilleure série
- Prix du Syndicat français de la critique de cinéma et des films de télévision 2013 : meilleure série française [23]
- Prix Export TV France International 2013 : meilleure fiction [24]
- International Emmy Awards 2013 : meilleure série dramatique
- Peabody Award 2013
- Association des critiques de séries 2016 : meilleur réalisateur – Fabrice Gobert

Nominations
- Satellite Awards 2013 : meilleure série de genre
- British Academy Television Awards 2014 : meilleure série internationale
- Television Critics Association Awards 2014 : meilleure mini-série
- Association des critiques de séries 2016 : meilleur producteur – Haut et Court

## Produits dérivés
Sorties DVD et disque Blu-ray dans les pays francophones
- Les Revenants - Coffret de la Saison 1 : 19 décembre 2012[25].

En France, les DVD sont édités par Studiocanal.

## Remake
En septembre 2013, FremantleMedia annonce le développement d'une adaptation américaine de la série avec la chaine A&E. Développée par Carlton Cuse, avec qui la chaine travaille déjà sur la série Bates Motel, la série The Returned a été diffusée entre le 9 mars et le 11 mai 2015 mais a été annulée à la fin de la première saison, en raison des audiences décevantes.
Les Américains ne sont pas les seuls à s'intéresser à un remake des Revenants. En effet, l'Italie et la Russie ont également acheté les droits d'adaptation de la série.